# Кобра нашийникова
Кобра нашийникова (Hemachatus haemachatus) — єдиний представник роду отруйних змій Hemachatus родини Аспідові.

## Опис
Загальна довжина коливається від 90 см до 1,5 м. Головна відмінність в тому, що у неї на верхній щелепі позаду отруйних іклів немає ніяких зубів. Голова невелика, дещо закруглена, тулуб стрункий. Спина має сіруватий колір, по якому розкидані переривчасті косопопоперечні смуги. Нерідко зустрічаються дуже темні змії. Голова завжди чорна, низ шиї теж чорний, а нижче по череву розташовано кілька широких чорних та білих поперечних смуг, які добре помітно, коли кобра стає у загрозливу позу. Вона, як і справжні кобри, розширює шию, розводячи у боки шийні ребра, але «каптур» її досить вузький.

## Спосіб життя
Полюбляє трав'янисту, кам'янисту місцину поблизу боліт та озер. Активна вночі. Веде потайний спосіб життя. Харчується дрібними ссавцями, ропухами, ящірками.
Це живородна змія. Самка наприкінці серпня — на початку вересня народжує до 18 дитинчат.

## Розповсюдження
Мешкає в Південній Африці (Зімбабве, Лесото, Свазиленд, Південно-Африканська Республіка), де отримала тут назву «спуй-сланг» за свою схильність до «плювання» отрутою. Вона винятково часто використовує цей підступний прийом. Однак, крім такої активної оборони, нерідко використовує й пасивний засіб, перевертаючись на спину та прикидаючись мертвою.